# 爱沙尼亚青年共产主义联盟
愛沙尼亞青年共產主義聯盟（EKNÜ）是戰間期愛沙尼亞共產黨的青年組織，創立於1920年。

## 活動與組織
愛沙尼亞青年共產主義聯盟以秘密方式從事活動。愛沙尼亞青年共產主義聯盟是青年共產國際在愛沙尼亞的分支。1940年8月6日愛沙尼亞被蘇聯併入之後，愛沙尼亞青年共產主義聯盟被併入全聯盟列寧主義青年共產主義聯盟。